# ريان كليمنت
ريان كليمنت (بالإنجليزية: Ryan Clement)‏ هو لاعب كرة قدم أمريكية أمريكي، ولد في 25 أكتوبر 1975 في دنفر في الولايات المتحدة.